# Теорије о пореклу вишећелијских организама
Познато је да се све животиње могу поделити на једноћелијске и вишећелијске. О пореклу вишећелијских постоји већи број теорија јер нема материјалних доказа, у виду фосила, који би потврдили неку од теорија. Најпре су настале једноћелијске животиње, а затим од њих су настале и вишећелијске. Иако има доста теорија, данас у свету преовладавају две хипотезе о пореклу вишећелијских организама. 

## Прва теорија
Прву теорију је поставио немачки зоолог Ернест Хекел (1874), коју је касније модификовао руски научник Мечников (1882). Према Хекеловом размишљању вишећелијске животиње су настале од предака данашњих колонијалних бичара сличних волвоксу. То значи да су вишећелијски организми настали удруживањем једноћелијских бичара у колоније, унутар којих је дошло до поделе рада.
И данас се међу бичарима налазе такви организми. Такви организми су били грађени од више хиљада ћелија са бичевима које заједнички граде лоптасту колонију која подсећа на стадијум развоја оплођеног јајета вишећелијских животиња, бластулу. Колонија настаје узастопним деобама једне ћелије. Волвокс је послужио Хекелу као посредни доказ за његову хипотезу. Код вишећелијских животиња из бластуле се формира гаструла. Пошто су бластула и гаструла опште појаве у ембрионалном развоју вишећелијских животиња, Хекел је у томе видео понављање фаза, кроз које су прошли вишећелијски организми у току еволуције. Хекел сматра да су се прогресивном еволуцијом од дупљара развиле остале вишећелијске животиње јер су дупљари радијално симетрични организми и од њих су се, према Хекелу, развили билатерално/двобочно симетрични организми.
Дакле, Хекелова теорија се заснива на упоредно-морфолошким доказима и чињеници да различите вишећелијске животиње имају у току развића сличне стадијуме ембрионалног развоја.

## Истраживања после Хекела
Истраживања после Хекела су показала да жарњаци у току развоја немају стадијум гаструле па је његова теорија нешто измењена и као такву је прихватају многи стручњаци.
Мечников је допунио Хекелову теорију. Он сматра да је вероватно предак вишећелијских животиња нека колонијална праживотиња која нема шупљине. Према Мечникову, развој уста и црева је настао касније после периода гаструлације при чему је унутрашњост била испуњена ћелијама. Прапредак се хранио испуштањем цитоплазматичних израштаја којима је увлачио хранљиве материје у ћелије.
Овим допунама је Хекелова теорија једина целовита теорија о пореклу вишећелијских животиња јер се дошло до принципа да организми у свом индивидуалном развићу понављају историјски ток врсте којој припадају.

## Друга теорија
Другу теорију је поставио зоолог Јован Хаџи и по њој су преци вишећелијских организама били изумрли вишеједарни трепљари који се налазе и данас. Он сматра да се међу трепљарима налазе билатерално симетрични једноћелијски организми са више једара. Хаџи сматра да се такве вишеједарне јединке трепљара нису изделиле на више ћелија и да су од таквих организама настали вишећелијски организми и то тако што се цитоплазма око једара изделила па је од једне ћелије настао већи број ћелија са једрима. На основу Хаџијеве теорије о пореклу вишећелијских животиња, најпре су од праживотиња настале билатерално симетричне најједноставније вишећелијске животиње, од којих су се на једној страни прогресивно развиле остале билатерално симетричне животиње, а на другој страни регресивном еволуцијом радијално симетричне најједноставније животиње. Хаџијева теорија је заснована на сличностима одраслих ступњева док се ембрионалним ступњевима придавала веома мала пажња.
Због недостатка фосилних доказа нема јединственог мишљења о томе како су постале вишећелијске животиње. Развојем науке ове теорије ће се допуњавати.

## Извор
- Књига из биологије за седми разред; ЈП "Завод за уџбенике и наставна средства" а.д. Источно Ново Сарајево 2013